# Centaurea caliacrae
Centaurea caliacrae — вид квіткових рослин айстрових (Asteraceae). Ендемік пд.-сх. Румунії й пн.-сх. Болгарії.